# James Dashner
James Dashner (Austell, 26 november 1972) is een Amerikaans auteur van boeken voor jongvolwassenen. Zijn bekendste werk is de trilogie De labyrintrenner.

## Biografie
Dashner studeerde aan de Brigham Young-universiteit, waar hij een masterdiploma in boekhouden behaalde. Hij woont met zijn echtgenote en zijn vier kinderen in de Rocky Mountains.

## Nominaties en prijzen
- 2008: Whitney Awards, Beste jeugdroman, The 13th Reality
- 2011: ALA Best Fiction for Young Adults, De labyrintrenner
- 2012: Young Reader's Choice Award, De labyrintrenner

## Verfilmingen
In 2014 werd De labyrintrenner onder regie van Wes Ball verfilmd als The Maze Runner, met in de hoofdrol Dylan O'Brien, Kaya Scodelario en Thomas Brodie-Sangster. In september 2015 ging de verfilming van De schroeiproeven in première, onder de titel Maze Runner: The Scorch Trials. In januari 2018 verscheen Maze Runner: The Death Cure, de verfilming van Dashners derde boek De doodskuur.